# Свети Николай Долен
„Свети Николай Долен“ (на гръцки: Άγιος Νικόλαος της Γούρνας, στις Γούρνες, Γουρναρας) е средновековна православна църква в южномакедонския град Бер (Верия), Егейска Македония, Гърция. Храмът е част от енория „Свети Йоан Милостиви“. Носи името си по големия дол (на гръцки γούρνα), съществувал между църквата и „Големи Свети Безсребреници“, който в миналото събирал водите на берските канали и ги отвеждал в полето.

## История
Църквата е построена в началото на XV век първоначално като еднокорабен храм. След големи интервенции в края на XV – началото на XVI век е превърнат в трикорабна базилика с дървен покрив Стенописите в конхата на апсидата са от времето на изграждането на храма, а тези в нартекса, където е изобразена и починалата ктиторка, берчанката Васило, датират от 1525 година. Запазени са и по-късни стенописи от XVII век. Авторът на стенописите от XVII век работи и в храма „Свети Николай Рибарски“.
В 1924 година църквата е обявена за паметник на културата.
- „Богородица с Младенеца и Архангели“, края на 12 - началото на 13 век, 85 x 60 cm
- „Свети Меркурий убива Юлиан“, II половина на XV век, 88 x 67 cm
- Стенопис на Свети Николай над входа на църквата